# 성내중학교 (전북)
성내중학교(星內中學校)는 대한민국 전북특별자치도 고창군 성내면 신성리에 있는 공립 중학교이다.

## 학교 연혁
- 1971년 1월 16일 : 설립인가(성내중학교)
- 1971년 4월 1일 : 초대 김종순 교장 취임
- 1985년 1월 22일 : 다목적 교실(강당 겸 체육관) 준공
- 2004년 6월 5일 : 본관 건물 개축
- 2022년 9월 1일 : 제18대 정성현 교장 부임
- 2024년 1월 5일 : 제51회 졸업식 (졸업생 총 수 4,577명)

## 참고 자료
- 성내중학교 - 한국교육학술정보원 학교알리미